# Municipio de Mapastepec
El municipio de Mapastepec es uno de los 124 municipios del estado mexicano de Chiapas, su nombre proviene del náhuatl y se interpreta como "Cerro del Mapache". Posee una superficie de 1085,6 km². Según el III Conteo de Población y Vivienda de 2010. El municipio cuenta con un 43,913 habitantes y su población se dedican principalmente al sector primario.

## Historia
El 5 de julio 1955, el gobernador Efraín Aranda Osorio, promulgó el decreto que eleva a la categoría de villa a la cabecera municipal.
1988 Se construyó el edificio de la presidencia municipal.
1990 Se decretó la reserva natural del Triunfo.
Mapastepec Chiapas es uno de los municipios más grandes  que se encuentran en ese mismo entorno.

## Demografía
En el censo de 2020 el municipio de Mapastepec contaba con 544 localidades.
| Código INEGI      | Localidad              | Población (2020) |
| ----------------- | ---------------------- | ---------------- |
| 070510001         | Mapastepec             | 19 271           |
| 070510053         | Sesecapa               | 2 406            |
| 070510022         | Nuevo Milenio Valdivia | 1 479            |
| Otras localidades | Otras localidades      | 22 974           |
| Total municipal   | Total municipal        | 46 130           |